# Gunter (Regensburg)

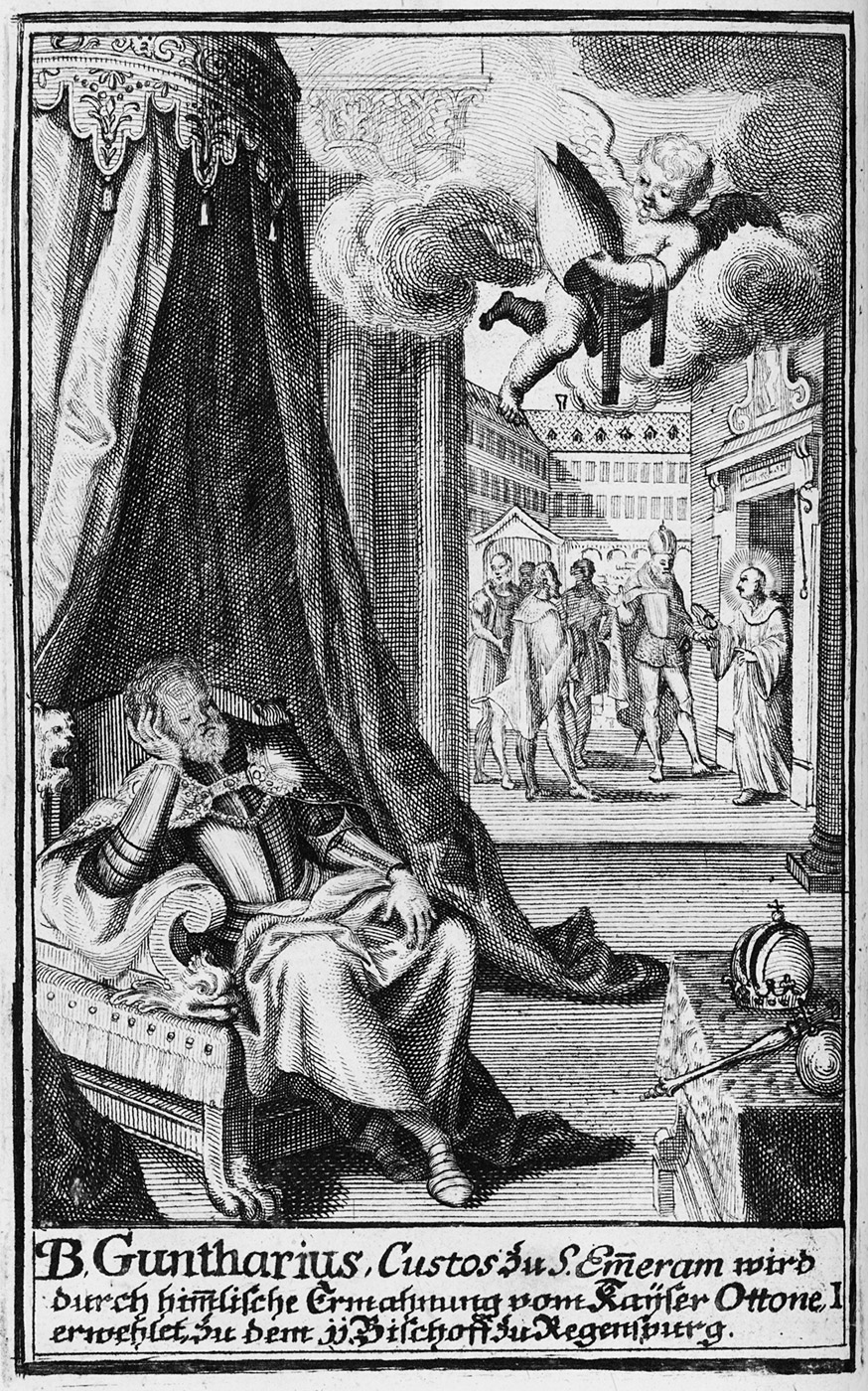
Darstellung der Erwählung Gunters im Traum Kaiser Ottos in einem Buch von 1726

Gunter († 942) war im Jahr 942 der 11. Bischof von Regensburg. Er wird als Seliger verehrt.
Gunter war ein Mönch des Klosters Sankt Emmeram. Zum Zeitpunkt seiner Ernennung bekleidete er das Amt des Kustos. Der Chronist und Bischof Thietmar von Merseburg schilderte seine Ernennung als legendenartige Erzählung, aus der die Ernennung durch den König deutlich wird und Volk und Klerus nur noch ihre formelle Zustimmung abgeben konnten. Gunter war wie die anderen ersten Regensburger Bischöfe dann zugleich auch Vorsteher des Klosters Sankt Emmeram.